# Sorvete de chá verde

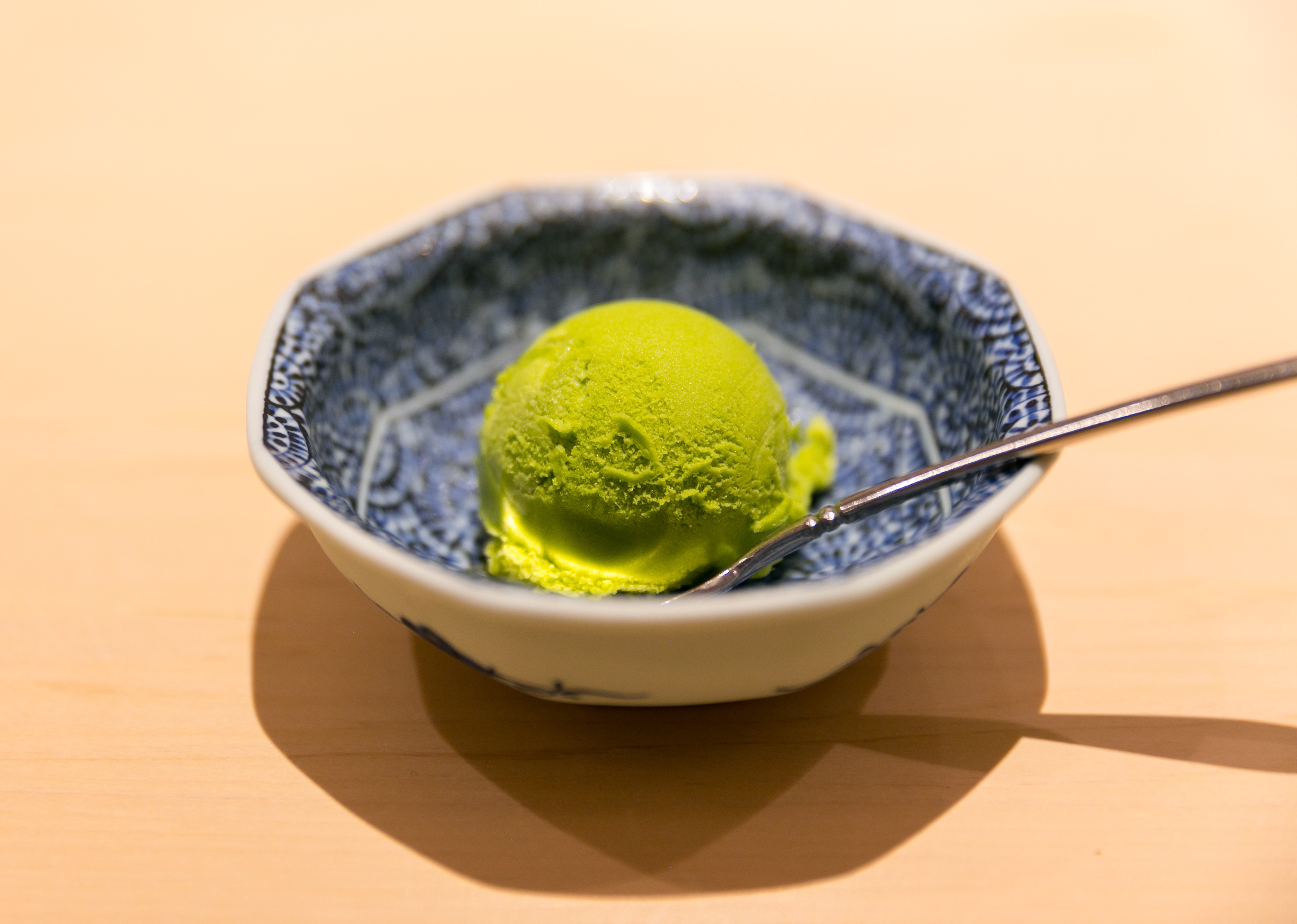
Sorvete de chá verde.

Sorvete de chá verde 抹茶アイスクリーム ([Matcha aisu kurīmu] Erro: {{japonês}}: o texto tem marcação itálica (ajuda)) ou gelo de matcha (抹茶アイス Matcha aisu) é um sabor de sorvete japonês, produzido a partir de matcha (chá verde em pó). 
Este sabor é, hoje em dia, extremamente popular no Japão e outras partes da Ásia Oriental. O sorvete de chá verde também pode ser vendido como o recheio do monaka, uma espécie de sanduíche doce composto por dois mochi finos e crocantes. 

## História
É dito que o sorvete de chá verde, colocado no prato no formato do Monte Fuji, era um item principal do menu de jantar festivo da família real japonesa durante a período Meiji (1868-1912); recentemente, teriam voltado a servir a sobremesa no mesmo molde. A verdadeira origem do sorvete, no entanto, é desconhecida. 
Embora o chá verde em si pareça ter existido como sabor de sorvete artesanal em alguns distritos no Japão, nenhum dos sorvetes com sabores criados a partir de ingredientes comuns da culinária foram realmente comercializados até a década de 1990, porque os grandes fabricantes de do país produziam apenas baunilha, morango e chocolate - os mais populares no Ocidente - como seus sabores primários. Entretanto, a raspadinha de chá verde uji kintoki (宇治金時) já era conhecida e popular no Japão muito antes do matcha aisu.

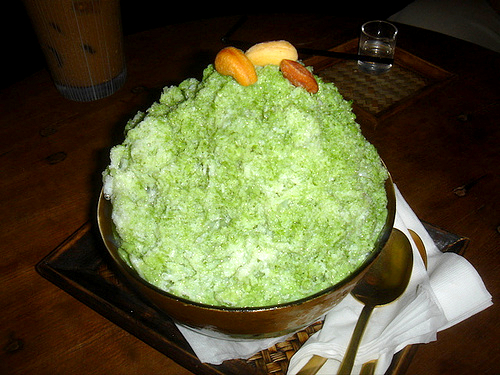
Raspadinha de chá verde (uji kintoki).

A quantidade de sorvetes de luxo importados para o Japão aumentou progressivamente desde o ato da liberalização das importações de sorvete, em 1990, colaborando para a distribuição do sabor. O gatilho principal para que a venda do sorvete se propagasse definitivamente por todo o território japonês foi, na verdade, a importação do sorvete produzido pela empresa Maeda-en USA, estabelecida na Califórnia, Estados Unidos. Esse sabor começou a ser produzido em 1995, usando uma base de leite e de chá verde em pó. 
O produto foi logo importado e distribuído para cadeias de lojas de conveniência e supermercados no Japão, e também introduzido e publicizado em alguns jornais de grande circulação do país.